# Central Hockey League 1998/99
Die Saison 1998/99 war die siebte reguläre Saison der Central Hockey League. Die elf Teams absolvierten in der regulären Saison je 70 Begegnungen. Die Central Hockey League wurde in zwei Divisions ausgespielt. Das punktbeste Team der regulären Saison waren die Oklahoma City Blazers, während die Huntsville Channel Cats in den Play-offs zum ersten Mal den Ray Miron Cup gewannen.

## Teamänderungen
Folgende Änderungen wurden vor Beginn der Saison vorgenommen:
- Die Nashville Ice Flyers stellten den Spielbetrieb ein.
- Die San Antonio Iguanas nahmen nach einem Jahr Pause den Spielbetrieb wieder auf.
- Die Topeka Scarecrows wurden als Expansionsteam in die Liga aufgenommen.

## Reguläre Saison

### Abschlusstabellen
Abkürzungen: GP = Spiele, W = Siege, L = Niederlagen, T = Unentschieden, OTL = Niederlage nach Overtime, GF = Erzielte Tore, GA = Gegentore, Pts = Punkte
| Eastern Division        | GP | W  | L  | SOL | GF  | GA  | Pts |
| ----------------------- | -- | -- | -- | --- | --- | --- | --- |
| Huntsville Channel Cats | 70 | 47 | 19 | 4   | 310 | 251 | 98  |
| Columbus Cottonmouths   | 70 | 41 | 21 | 8   | 276 | 210 | 91  |
| Memphis RiverKings      | 70 | 36 | 27 | 7   | 313 | 307 | 79  |
| Macon Whoopee           | 70 | 36 | 25 | 9   | 241 | 233 | 79  |
| Fayetteville Force      | 70 | 35 | 27 | 8   | 267 | 285 | 78  |

| Western Division      | GP | W  | L  | SOL | GF  | GA  | Pts |
| --------------------- | -- | -- | -- | --- | --- | --- | --- |
| Oklahoma City Blazers | 70 | 49 | 19 | 2   | 322 | 203 | 100 |
| San Antonio Iguanas   | 70 | 37 | 26 | 7   | 286 | 283 | 81  |
| Wichita Thunder       | 70 | 34 | 26 | 10  | 257 | 262 | 78  |
| Topeka Scarecrows     | 70 | 28 | 38 | 4   | 189 | 251 | 60  |
| Fort Worth Fire       | 70 | 22 | 43 | 5   | 245 | 322 | 49  |
| Tulsa Oilers          | 70 | 20 | 41 | 9   | 261 | 360 | 49  |

## Ray-Miron-Cup-Playoffs
| Ray-Miron-Cup-Viertelfinale | Ray-Miron-Cup-Viertelfinale | Ray-Miron-Cup-Viertelfinale |    |                         | Ray-Miron-Cup-Halbfinale | Ray-Miron-Cup-Halbfinale | Ray-Miron-Cup-Halbfinale |  |  | Ray-Miron-Cup-Finale | Ray-Miron-Cup-Finale | Ray-Miron-Cup-Finale |
|                             |                             |                             |    |                         |                          |                          |                          |  |  |                      |                      |                      |
| E1                          | Huntsville Channel Cats     | 3                           |    |                         |                          |                          |                          |  |  |                      |                      |                      |
| E4                          | Macon Whoopee               | 0                           |    |                         |                          |                          |                          |  |  |                      |                      |                      |
| E4                          | Macon Whoopee               | 0                           | E1 | Huntsville Channel Cats | 4                        |                          |                          |  |  |                      |                      |                      |
|                             |                             |                             | E1 | Huntsville Channel Cats | 4                        |                          |                          |  |  |                      |                      |                      |
|                             | E2                          | Columbus Cottonmouths       | 2  |                         |                          |                          |                          |  |  |                      |                      |                      |
| E2                          | E2                          | Columbus Cottonmouths       | 2  | Columbus Cottonmouths   | 3                        |                          |                          |  |  |                      |                      |                      |
| E2                          |                             |                             |    | Columbus Cottonmouths   | 3                        |                          |                          |  |  |                      |                      |                      |
| E3                          | Memphis RiverKings          | 1                           |    |                         |                          |                          |                          |  |  |                      |                      |                      |
| E3                          | Memphis RiverKings          | 1                           | E1 | Huntsville Channel Cats | 4                        |                          |                          |  |  |                      |                      |                      |
|                             |                             |                             |    | Huntsville Channel Cats | 4                        |                          |                          |  |  |                      |                      |                      |
|                             | W1                          | Oklahoma City Blazers       | 2  |                         |                          |                          |                          |  |  |                      |                      |                      |
| W1                          | W1                          | Oklahoma City Blazers       | 2  | Oklahoma City Blazers   | 3                        |                          |                          |  |  |                      |                      |                      |
| W1                          |                             |                             |    | Oklahoma City Blazers   | 3                        |                          |                          |  |  |                      |                      |                      |
| W4                          | Topeka Scarecrows           | 0                           |    |                         |                          |                          |                          |  |  |                      |                      |                      |
| W4                          | Topeka Scarecrows           | 0                           | W1 | Oklahoma City Blazers   | 4                        |                          |                          |  |  |                      |                      |                      |
|                             |                             |                             | W1 | Oklahoma City Blazers   | 4                        |                          |                          |  |  |                      |                      |                      |
|                             | W2                          | San Antonio Iguanas         | 0  |                         |                          |                          |                          |  |  |                      |                      |                      |
| W2                          | W2                          | San Antonio Iguanas         | 0  | San Antonio Iguanas     | 3                        |                          |                          |  |  |                      |                      |                      |
| W2                          |                             |                             |    | San Antonio Iguanas     | 3                        |                          |                          |  |  |                      |                      |                      |
| W3                          | Wichita Thunder             | 1                           |    |                         |                          |                          |                          |  |  |                      |                      |                      |

## Vergebene Trophäen
| Auszeichnung                                                        | Spieler                 | Team                    |
| ------------------------------------------------------------------- | ----------------------- | ----------------------- |
| Commissioner’s Trophy Bester Trainer                                | Chris Stewart           | Huntsville Channel Cats |
| Most Valuable Player Bester Spieler der regulären Saison            | Derek Puppa             | Huntsville Channel Cats |
| Playoff Most Valuable Player Bester Spieler der Playoffs            | Derek Puppa             | Huntsville Channel Cats |
| Rookie of the Year Bester Rookie der regulären Saison               | Johnny Brdarovic        | San Antonio Iguanas     |
| Most Outstanding Defenseman Bester Verteidiger der regulären Saison | Igors Bondarevs         | Huntsville Channel Cats |
| Most Outstanding Goaltender Bester Torhüter der regulären Saison    | Jean-Ian Filiatrault    | Oklahoma City Blazers   |
| Ken McKenzie Trophy Bester Scorer der regulären Saison              | Derek Grant             | Memphis RiverKings      |
| Community Service Award Besonderes Engagement für die Gesellschaft  | Mike Berger             | Tulsa Oilers            |
| Ray Miron Cup Gewinner der Central-Hockey-League-Playoffs           | Huntsville Channel Cats | Huntsville Channel Cats |
| Adams Cup Bestes Team der regulären Saison                          | Oklahoma City Blazers   | Oklahoma City Blazers   |